# Didemnum rodriguesi
Didemnum rodriguesi är en sjöpungsart som beskrevs av Rocha och Monniot 1993. Didemnum rodriguesi ingår i släktet Didemnum och familjen Didemnidae. Inga underarter finns listade i Catalogue of Life.